# 리아민 제루알

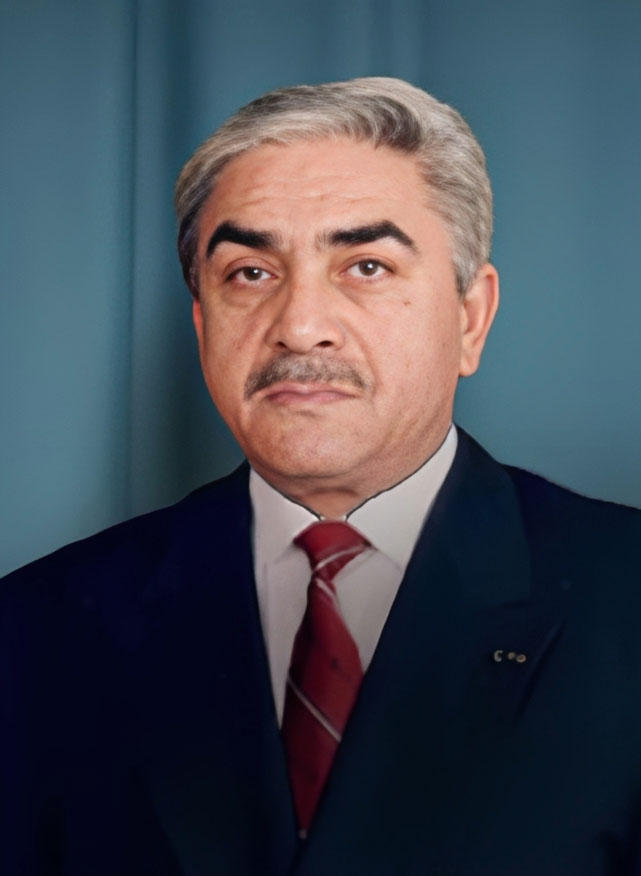
리아민 제루알

리아민 제루알(아랍어: اليمين زروال; 베르베르어: Lyamin Ẓerwal) 1941년 7월 3일 ~)는 알제리의 정치인으로, 1994년 1월 31일 ~ 1999년 4월 27일 알제리의 대통령을 지냈다.
바트나 (Batna)에서 태어나, 1957년 16살의 나이로 알제리 민족해방군 (Armée de Libération Nationale) 에 들어가, 프랑스 통치 하의 알제리에서 싸웠다. 독립 이후, 제루알은 카이로, 모스크바, 파리에서 훈련을 받았다. 1975년 바트나의 군사 학교를 지휘하고, 1981년 체르첼 군사 아카데미 (Cherchell Military Academy)를 지휘하였다. 1982년 타만라세트 군 지역 (Tamanrasset military region) 사령관, 1984년 모로코 국경 사령관, 1987년 콩스탄틴 (Constantine) 사령관을 지냈다. 1988년 대장이 되었으며, 1989년 지상군의 수장이 되었다.
이후 대통령 차들리 벤제디드 (Chadli Bendjedid) 와 군 재편성 제안에 대한 의견이 맞지 않아, 1990년 해당 직위를 그만두고 잠시 루마니아 대사를 지내기도 하였다. 하지만, 이후 벤제디드는 1992년 1월의 군사 쿠데타로 대통령에서 축출되었고, 그의 장래에 대한 전망이 더 좋아졌다. 1993년 7월 국방장관에 임명되었으며, 1994년 1월 알제리 국가최고위원회의 수장으로 승진하였다. 1995년 1월, 제루알은 알제리의 대통령에 당선되었고, 1999년에 열린 다음 선거까지 대통령 직을 계속 유지하였다.

## 역대 선거 결과
| 선거명      | 직책명        | 대수 | 정당   | 득표율 | 득표수      | 결과 | 당락 |
| ----------- | ------------- | ---- | ------ | ------ | ----------- | ---- | ---- |
| 1995년 선거 | 알제리 대통령 | 6대  | 무소속 | 61.01% | 7,088,618표 | 1위  |      |